# يوهانا باير
يوهانا باير (بالإنجليزية: Johanna Beyer)‏ هي عازفة بيانو وملحنة أمريكية، ولدت في 11 يوليو 1888 في لايبزيغ في ألمانيا، وتوفيت في 9 يناير 1944 في نيويورك في الولايات المتحدة بسبب تصلب جانبي ضموري.

## وصلات خارجية
- يوهانا باير على موقع أوليمبيديا (الإنجليزية)
- يوهانا باير على موقع ميوزك برينز (الإنجليزية)
- يوهانا باير على موقع ديسكوغز (الإنجليزية)